# Alternanthera laguroides
Alternanthera laguroides är en amarantväxtart som beskrevs av Paul Carpenter Standley. Alternanthera laguroides ingår i släktet alternanter, och familjen amarantväxter. Inga underarter finns listade i Catalogue of Life.